# بایوونگ
بایوونگ (به انگلیسی: Bywong) یک منطقه مسکونی در استرالیا است که در نیو ساوت ولز واقع شده‌است.